# Luis Nubiola
Luis Nubiola (ur. 28 maja 1974 na Kubie) – saksofonista jazzowy, kompozytor, nauczyciel.

## Wczesne lata na Kubie
Urodził się na Kubie, gdzie ukończył Narodowe Konserwatorium Muzyczne Amadeo Roldan jako nauczyciel saksofonu i instrumentalista. Studiował pod kierunkiem Carlosa Averhoff’a. Przez kilka lat grał w „La Zorra y El Cuervo” – jedynym klubie jazzowym na Kubie. W tym okresie zapraszany był do wielu wspólnych projektów muzycznych z wybitnymi muzykami jazzowymi – m.in.: José Miguel Crego („El Greco”), José Luis Cortés („El Tosco”), Díakara, Paquito D’Rivera, George Benson (saksofonista), Steve Coleman.

## Kariery ciąg dalszy
W 2001 roku Luis Nubiola przeprowadził się do Kostaryki, gdzie szybko został uznany za jednego z najlepszych i najbardziej cenionych muzyków. Współpracował z artystami takiej klasy co Walter Flores (zdobywca Grammy), Robert Aquilar i „Chocolate Band”. W grudniu 2005 roku nagrał swój pierwszy album CD pod tytułem „Nubiola”. W grudniu 2008 roku L. Nubiola wyprodukował „Live at Jazz Cafe” – pierwszy jazzowy album DVD nagrany w Kostaryce. DVD będące wersją live albumu „Nubiola” jeszcze w tym samym roku uczyniło go zdobywcą nagrody „Composer of the Year in Jazz Genre”, czyli Kompozytora Roku w gatunku Jazz. Album „914” który także został nagrodzony jako Best Album 2009, czyli Najlepszy Album 2009 roku zawiera DVD i CD. Artysta ukazuje w nim drogę swojego rozwoju muzycznego. Aby zrozumieć dorobek Nubioli, trzeba zdać sobie w pełni sprawę z różnych form muzycznego wyrazu stosowanych przez niego. Jako wykonawca Nubiola posiada wyjątkową technikę oraz swój własny, muzyczny język w którym łączy pomysłowość z ekspresyjnością.
Obecnie Luis Nubiola mieszka w Europie, gdzie współpracował z muzykami takimi jak „El Salseno” oraz Michał Stawarski, Zbigniew Namysłowski, Paweł Kaczmarczyk, Grzegorz Grzyb, Jose Manuel Alban Juarez, Michał Barański, Włodek Pawlik, a także z wieloma innymi. Jego projekt „Luis Nubiola Trio” promuje „Memories from the Baltic”, jego dorobek i pracę oraz nagrywa materiał z dwoma muzykami z Polski Marcinem Chenczke (gitara basowa) i Marcinem Koszelem oraz z Frankiem Parkerem (USA) – perkusja. Z tymi młodymi, utalentowanymi artystami Nubiola dokonuje interesującego połączenia aspektów kultury kubańskiej z rozpoznawalną tradycją polskiego jazzu, włącza w to również domieszkę muzyki folk z obu tych kultur. Projekt „O3” to międzynarodowa współpraca z przyjacielem Frankiem Parkerem (z USA) i Marcinem Chenczke z Polski. Raz jeszcze w trio wraz z gośćmi specjalnymi. Realizują pomysł, który zrodził się już dawno temu, aby pokazać na scenie dojrzałość, przyjaźń i sympatię, a także prawdziwe życie.
1 kwietnia 2017 w Studiu Lutosławskiego (Polskie Radio) odbył się koncert promujący płytę „Global Friendship”.
„Global Friendship” to idea zebrania i pokazania szerszej publiczności kompozycji wielkich artystów – muzyków oraz przyjaciół, którzy mieszkają w różnych krajach na całym świecie, takich jak między innymi Kuba, Polska, Kostaryka, Hiszpania czy Stany Zjednoczone.
Ten album to wspólne dzieło Luisa Nubiola oraz Krzysztofa Szmańdy (perkusja), Marcina Chenczke (kontrabas), Krzysztof Dys (fortepian), oraz gości specjalnych – Michał Tomaszczyk (puzon) i Ola Trzaska (wokal).
Niedawno artysta wziął udział w nagraniu oficjalnego zwiastuna filmu „Zimna wojna” nagrodzonego za reżyserię na Festiwal Filmowy w Cannes w 2018 r.
Jego najnowsze albumy Ten Plagues i Live from the Jazz Cafe Costa Rica 2019  są już dostępne na wszystkich platformach. Ten Plagues to album o otwartych formach i bardzo ekspresyjnej interpretacji, jako goście Jacek Mazurkiewicz na basie, Krzysztof Szmanda perkusista i perkusista Philip South z Australii.
LP Jazz Cafe Costa Rica 2019 to płyta winylowa, nagrana na żywo w San Jose w Kostaryce, ze znanymi muzykami, takimi jak fortepian Walter Flores, bas Nelson Segura i Gilberto Jarquin na perkusji. Ten album ma wpływ muzyki skandynawskiej i jest utwór będący wersją słynnej ballady znanego polskiego pianisty i kompozytora, Krzysztofa Komedy, oraz kolejna kompozycja poświęcona ikonie polskiego jazzu Tomaszowi Stańko.

## Dyskografia
- „Nubiola” (2005).
- „Live at the Jazz Café” (2007).
- „Coltrane´s Tunes” (2007).
- „914” (2008).
- „Memories from the Baltic” (2012).
- „Nubiola / Chenczke / Parker: 03" (2015).
- „Luis Nubiola Live at the Music Theatre in Lodz (feat. Jose Torres)” (2015).
- „Live at the Blue Note Poznan" (2016)
- „Global Friendship” (2017)
- „Live at the Jazz Café Costa Rica 2019” (2020).
- „Ten Plagues” (2020).
- „Live in Bardzo bardzo” (2021).
- „Jazz Dart Sessions (live)" (2022).

## Nagrody i wyróżnienia
- Pierwsze miejsce w krajowym konkursie muzycznym Amadeo Roldan, 1990.
- ACAM (Association of Composers and Musical Authors of Costa Rica) za Najlepszy Album Jazzowy Roku, „Nubiola”, 2007[4]
- „914” Najlepszy Album Jazzowy, 2009[5]